# Operation Balak

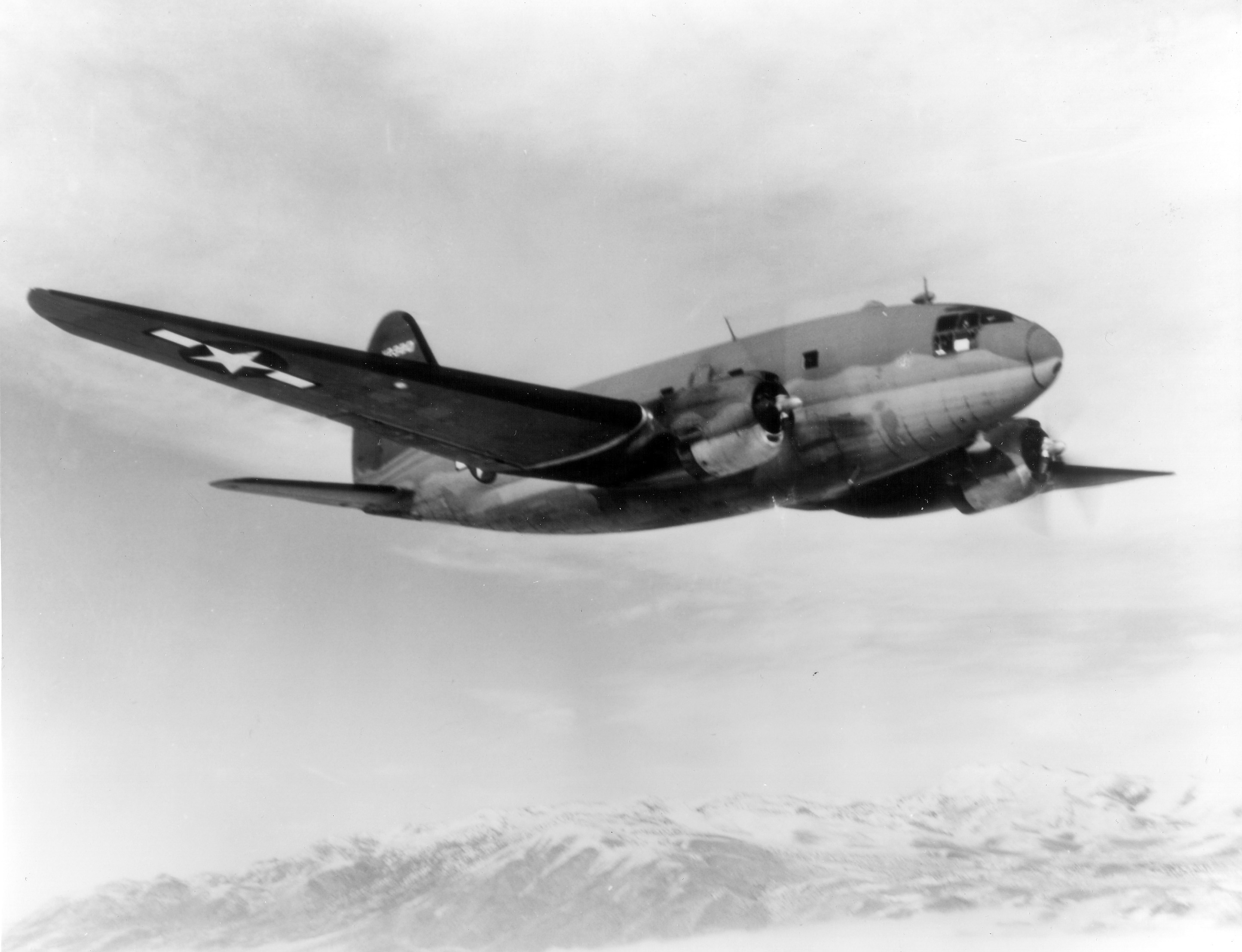
Curtiss C-46 Commando, einer der bei der Operation Balak eingesetzten Flugzeugtypen

Unter der Operation Balak (hebräisch מִבְצַע בָּלָק Mivza Balaq, nach dem moabitischen König Balak) versteht man eine 1948 aufgebaute Luftbrücke aus der Tschechoslowakei, mit deren Hilfe die Hagana im israelischen Unabhängigkeitskrieg mit Waffen versorgt wurde.

## Beschreibung
Bis Ende 1947 dachten die Befehlshaber der Hagana nicht an einen konzertierten arabischen Angriff und einer deshalb erforderlichen Luftunterstützung für Bodentruppen oder Transport. Dies änderte sich, als zwei Tage nach dem Beschluss der UNO vom 29. November 1947, im Mai 1948 das Mandatsgebiet zu teilen, die benachbarten Staaten Königreich Ägypten, Königreich Irak, Libanon, Saudi-Arabien, Syrien und Transjordanien – sämtlich Mitglieder der Arabischen Liga – die Invasionen ihrer Streitkräfte ankündigten. Im Vorlauf dieser angekündigten Invasionen mühten sich die nationalen Bewegungen im Lande – antizionistische überwiegend nichtjüdische einerseits und andererseits zionistische überwiegend jüdische Palästinenser – darum, auch mit Gewalt Positionen und Posten einzunehmen bzw. zu halten, die im bevorstehenden Krieg strategisch wichtig erschienen, was sich zum Bürgerkrieg zwischen arabischen und jüdischen Palästinensern auswuchs. 
Der ehemalige TWA-Navigator und Gründer der Tarnfirma Service Airlines, Adolph William „Al“ Schwimmer, hatte die Idee, in den Vereinigten Staaten Flugzeuge zu kaufen und nach Palästina zu fliegen. Wegen des amerikanischen Waffenembargos war dies illegal und Schwimmer wurde wegen Verschwörung angeklagt, schwer bestraft und ihm wurden alle Bürgerrechte entzogen – erst Präsident Bill Clinton begnadigte ihn 2001. Finanzielle Unterstützung kam durch den Sammelfeldzug United Jewish Appeal (UJA), der erheblich von Golda Meʾirs charismatischen Ansprachen profitierte. Ausgeführt wurde die Aktion von Freiwilligen des Machal, darunter Gordon Levett, einem britischen Piloten der Royal Air Force, sowie dem späteren israelischen Staatspräsidenten Ezer Weizman. Der Waffenschmuggel nahm 1947 mit Verhandlungen im damaligen britischen Mandatsgebiet in Palästina seinen Anfang, ohne dass es Einwände seitens der Sowjetunion gab; sie hoffte auf eine Schwächung der Position Großbritanniens im Nahostkonflikt. Gleichzeitige Waffenlieferungen an Ägypten wurden aber auf Beschwerde des späteren israelischen Außenministers Mosche Scharet unterbunden. Es ging um Karabiner, Maschinengewehre und Jagdflugzeuge, die teils noch im Zweiten Weltkrieg im Auftrag von Messerschmitt produziert worden waren. Die 25 zerlegten Avia S-199, die tschechoslowakische Nachkriegsversion der Messerschmitt Bf 109, deren Preis ausgerüstet 190.000 US-Dollar betrug, wurden in den Transportflugzeugen Curtiss C-46A „Commando“, Douglas C-54 „Skymaster“ und Lockheed L-049 „Constellation“ befördert. Der Sieg über die Armeen der Arabischen Liga war laut offiziellen Stellen der Luftbrücke zwischen dem Militärflugplatz bei Žatec (Codename Etzion) und Lod geschuldet, über die im Unabhängigkeitskrieg Waffen für die israelische Armee kamen – es waren 60 Prozent der in dieser Zeit aus Europa importierten Rüstungsgüter. Umgekehrt deckte die Tschechoslowakei Mitte 1948 derart ein Viertel ihrer Deviseneinnahmen. Auf amerikanischen Druck hin wurden die Flüge von Etzion aus am 12. August 1948 eingestellt. Der Verkauf von tschechoslowakischen Waffen, einschließlich der Operation Balak, kam noch im Schauprozess gegen Rudolf Slánský 1952 und andere zur Sprache. Der überwiegende Teil der Angeklagten wurde in Prag hingerichtet.